# European Open (tenis)
European Open – męski turniej tenisowy kategorii ATP Tour 250 zaliczany do cyklu ATP Tour. Rozgrywany na kortach twardych w hali w belgijskiej Antwerpii od 2016 roku.

## Mecze finałowe

### Gra pojedyncza mężczyzn
| Rok  | Zwycięzca             | Finalista         | Wynik               |
| 2024 | Roberto Bautista-Agut | Jiří Lehečka      | 7:5, 6:1            |
| 2023 | Aleksandr Bublik      | Arthur Fils       | 6:4, 6:4            |
| 2022 | Félix Auger-Aliassime | Sebastian Korda   | 6:3, 6:4            |
| 2021 | Jannik Sinner         | Diego Schwartzman | 6:2, 6:2            |
| 2020 | Ugo Humbert           | Alex de Minaur    | 6:1, 7:6(4)         |
| 2019 | Andy Murray           | Stan Wawrinka     | 3:6, 6:4, 6:4       |
| 2018 | Kyle Edmund           | Gaël Monfils      | 3:6, 7:6(2), 7:6(4) |
| 2017 | Jo-Wilfried Tsonga    | Diego Schwartzman | 6:3, 7:5            |
| 2016 | Richard Gasquet       | Diego Schwartzman | 7:6(4), 6:1         |

### Gra podwójna mężczyzn
| Rok  | Zwycięzcy                                 | Finaliści                            | Wynik             |
| 2024 | Alexander Erler Lucas Miedler             | Robert Galloway Ołeksandr Nedowiesow | 6:4, 1:6, 10–8    |
| 2023 | Petros Tsitsipas Stefanos Tsitsipas       | Ariel Behar Adam Pavlásek            | 6:7(5), 6:4, 10–8 |
| 2022 | Tallon Griekspoor Botic van de Zandschulp | Rohan Bopanna Matwé Middelkoop       | 3:6, 6:3, 10–5    |
| 2021 | Nicolas Mahut Fabrice Martin              | Wesley Koolhof Jean-Julien Rojer     | 6:0, 6:1          |
| 2020 | John Peers Michael Venus                  | Rohan Bopanna Matwé Middelkoop       | 6:3, 6:4          |
| 2019 | Kevin Krawietz Andreas Mies               | Rajeev Ram Joe Salisbury             | 7:6(1), 6:3       |
| 2018 | Nicolas Mahut Édouard Roger-Vasselin      | Marcelo Demoliner Santiago González  | 6:4, 7:5          |
| 2017 | Scott Lipsky Divij Sharan                 | Santiago González Julio Peralta      | 6:4, 2:6, 10–5    |
| 2016 | Daniel Nestor Édouard Roger-Vasselin      | Pierre-Hugues Herbert Nicolas Mahut  | 6:4, 6:4          |